# Taepodong-1
Taepodong-1 era un missile balistico a raggio intermedio a due o a tre stadi stadi sviluppato dalla Corea del Nord.

## Caratteristiche tecniche
Sulla base delle fotografie satellitari, il primo stadio era costituito da un missile Rodong-1 e il secondo stadio da un missile Hwasong-6, quest'ultimo derivato dal missile sovietico Scud B. La versione base del Taepodong-1 era lunga 25 metri, aveva un diametro di 1,8 metri e un peso iniziale di 22 tonnellate; poteva trasportare un carico di 1.000 Kg ad una distanza di 2.500 Km. La versione a tre stadi aveva un terzo stadio a combustibile solido e poteva trasportare un carico di 290 Kg ad una distanza di 2.900 Km o un carico di 50 Kg ad una distanza di 6.000 Km.
Una versione a tre stadi, chiamata Paektusan-1, è stata utilizzata nel 1998 come razzo vettore per un tentativo di lancio di un satellite artificiale. 
Nel 2003 la Defense Intelligence Agency statunitense ha dichiarato che non c'erano informazioni che suggerivano che la Corea del Nord avesse intenzione di schierare il Taepodong-1 come missile militare, ma era probabile che fosse invece un test intermedio per lo sviluppo di tecnologie missilistiche multistadio più potenti. Il Taepodong-1 è stato successivamente sostituito dal Taepodong-2.